# Peixe-mandarim
O mandarim-real, ou simplismente peixe-mandarim (Synchiropus splendidus) é um peixe perciforme de água salgada adaptado ao clima tropical que mede de 6 a 10 centímetros de comprimento. Vive escondido em fendas nos recifes de coral e alimenta-se de pequenos animais marinhos que passam próximos ao seu esconderijo. Também é encontrado, com menos frequência, em águas rasas protegidas, como lagoas costeiras e pequenas baías. Por precisar de muitos nutrientes diferentes, às vezes o peixe-mandarim também come pequenas quantidades de algas e outros flocos que possam lhe servir de alimento.
O peixe-mandarim é um peixe exuberante e tímido e por isso é muito usado em aquários como animal de estimação. Possui cores fortes, brilhantes e desenhos organizados agressivamente em sua pele. Essa característica é, de fato, um mecanismo de defesa contra predadores, indicando que a carne do peixe-mandarim tem gosto ruim, já que seu corpo produz um muco viscoso de gosto e cheiro horrível.

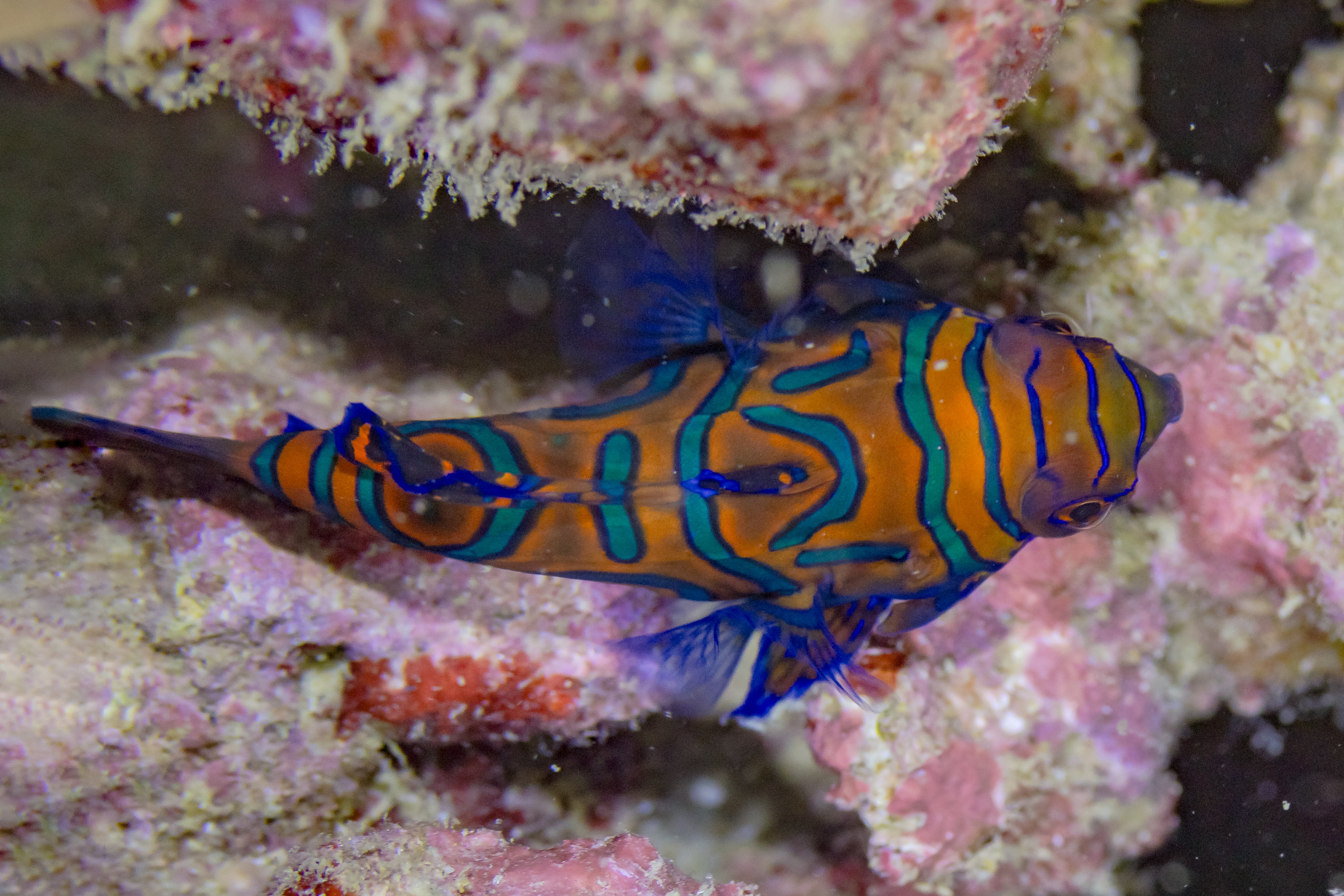
Exemplo de liberdade em Anilao, Filipinas

A pele do peixe-mandarim não possui escamas, por esse motivo ela é necessariamente muito grossa, a fim de proteger o peixe das pontas agudas presentes nos recifes de coral. Os olhos por sua vez são projetados para fora como grandes saliências, permitindo que o peixe-mandarim enxergue a sua volta. Os olhos também não possuem pálpebras, nem canais lacrimais, sendo a água do mar responsável pela limpeza dos mesmos.
A visão do peixe-mandarim é bem desenvolvida, acima da média dos outros peixes, sendo que seus olhos são capazes de identificar até as cores do ambiente. Ao menor sinal de perigo, o peixe-mandarim eriça os longos espinhos das costas fazendo-o parecer maior do que realmente é.
O nome do peixe-mandarim vem das cores e desenhos do seu corpo que parecem muito com as roupas de seda usadas pelos mandarins na antiga China. Esta espécie de peixe é mais comumente encontrada no Oceano Pacífico, na costa das Filipinas para Ryukyu, sul do Japão até Austrália.
Quando criado em aquário ou em cativeiro, o peixe-mandarim deve conviver somente com indivíduos da mesma espécie pois pode ser agressivo com indivíduos de espécies diferentes. Além disso a reprodução em cativeiro é muito difícil de ser alcançada e a alimentação a partir de produtos industrializados não é aceita pelo peixe se o ambiente do aquário não estiver nas condições ideais.
O que difere os machos das fêmeas de peixe-mandarim é que os machos são tipicamente maiores e apresentam extensões nas nadadeiras dorsal e anal. Também é mais comum os machos possuírem cores mais bem distribuídas e brilhantes que as fêmeas, embora isso nem sempre aconteça.
A temperatura ideal da água de um aquário para um peixe-mandarim é de 25 °C com pH em torno de 8,2.
O peixe mandarim existe a cerca de 140 milhões de anos

## Reprodução
Quando o macho de peixe-mandarim quer se acasalar, algo que geralmente acontece ao entardecer, ele levanta sua nadadeira dorsal e nada em volta de sua companheira, aproxima-se dela e agarra sua nadadeira peitoral com a boca. Os dois ficam nadando ligados até alcançarem a superfície, onde soltam-se e expelem o esperma e os óvulos que se unem para formar os ovos.
Os pais cuidam dos ovos, que ficam boiando na superfície, protegendo-os de possíveis predadores e de outros perigos do meio. Depois que nascem, os filhotes de peixe-mandarim se alimentam de zooplâncton e fitoplâncton até alcançarem tamanho suficiente para comer animais maiores.